# George Bălan
George Bălan (Turnu Măgurele, 11 marzo 1929 – Friburgo in Brisgovia, 3 gennaio 2022) è stato un filosofo, musicologo e aforista rumeno naturalizzato tedesco.

## Biografia
Dopo aver frequentato la Facoltà di Lettere e Lingue dell'Università di Bucarest conseguì la licenza in musicologia al Conservatorio della stessa città, presso il quale resterà titolare della Cattedra di Estetica musicale fino all'anno dell'espatrio (1977).
Redattore musicale della rivista Contemporanul, condusse dal 1960 una serie di trasmissioni radiofoniche e televisive sui grandi compositori e sulle importanti questioni musicali. Nel 1960 conseguì, dopo tre anni di studio, il Dottorato in Filosofia presso l'Università Lomonosov di Mosca, con una dissertazione su "Il contenuto filosofico della musica".
Nel 1970 ottenne la licenza in Teologia Ortodossa con una dissertazione sulla “Teologia dell'amore”.
Negli stessi anni, l'attività culturale rivolta al grande pubblico mediante conferenze aperte su argomenti apparentemente neutrali assunse un peso sempre maggiore e il successo riscontrato tra il pubblico rumenò desta sospetti nel regime di allora.
Nel 1977, il 6 agosto, per ragioni politiche abbandonò la Romania e si stabilì in Germania (Baviera), dopo un breve soggiorno a Parigi.
Dal 1979 insegnò Filosofia della Musica presso l'Università di Monaco e, nello stesso anno, fondò la prima scuola di pratica della Musicosophia, a cui diede il nome di Brucknerianum; la sua sede è a Linden, nella Baviera del Sud.
Il musicologo soggiornò poi brevemente negli USA. Nel 1984 l'Istituto trovò fissa dimora a St. Peter nella Foresta Nera, nei pressi di Friburgo dove, nel 1985, nacque la Scuola Internazionale di Musicosophia per l'ascolto cosciente della musica. Nello stesso anno Bălan ricevette la nazionalità tedesca.
Nel 1991 venne creata la Fondazione Internazionale di Musicosophia, con sede in Germania, per l'attività didattica, di ricerca, di formazione e di diffusione nel mondo del metodo di Musicosophia, una disciplina per l'ascolto cosciente della musica classica. Il metodo si è radicato in diverse nazioni: Germania, Francia, Italia, Spagna, Paesi Bassi, Svizzera, Austria, Messico, Venezuela e Colombia.
George Bălan è morto in Germania nel 2022 per complicazioni da Covid-19.

## Opere principali
- Muzica, artă greu de înţeles?, Editura Muzicală a Uniunii Compozitorilor şi Muzicologilor din România, Bucureşti, 1955-1956, 1960.
- Der philosophische gehalt der musik, Dissertation, Moskau, 1961.
- Enescu - mesajul, estetica, Editura Muzicală a Uniunii Compozitorilor şi Muzicologilor din România, Bucureşti, 1959-1960.
- Enescu - viaţa, Editura Muzicală a Uniunii Compozitorilor şi Muzicologilor din România, Bucureşti, 1962.
- Gustav Mahler, Editura Muzicală a Uniunii Compozitorilor şi Muzicologilor din România, Bucureşti, 1962.
- Tragicul, Bucureşti, 1961-1962.
- Muzica, temă de meditaţie filosofică, Editura Ştiinţifică, Bucureşti, 1955-1956, 1960.
- Sensurile muzicii, Editura Tineretului, Bucureşti, 1965.
- Innoirile muzicii, Editura Muzicală a Uniunii Compozitorilor şi Muzicologilor din România, Bucureşti, 1966.
- Eu, Richard Wagner, Editura Tineretului, Bucureşti, 1966.
- Dincolo de muzică, Editura pentru Literatură, Bucureşti, 1967.
- Întrebările conştiinţei wagneriene, Editura Muzicală a Uniunii Compozitorilor şi Muzicologilor din România, Bucureşti, 1968.
- În dialog cu Emil Cioran, Editura Cartea Românească, Bucureşti, 1968-1969, 1996.
- Noi ṣi clasicii, Editura Tineretului, Bucureşti, 1968.
- Venirea antimuzicii, Editura Muzicală a Uniunii Compozitorilor şi Muzicologilor din România, Bucureşti, 1968.
- Procesul lui Socrate, Editura Albatros, Bucureşti, 1968-1969, 1993.
- În căutarea Maestrului, Editura Institutul European, Bucureşti, 1968-1972, 1999.
- Pelerinaj oriental, Bucureşti, 1965.
- Le sens de la musique, Bucureşti, 1965.
- Arta de a înţelege muzica, Editura Muzicală a Uniunii Compozitorilor şi Muzicologilor din România, Bucureşti, 1970.
- Meditaţii beethoveniene, Editura Albatros, Bucureşti, 1969-1970.
- Via meditativa, Editura Eminescu, Bucureşti, 1972-1974, 1997.
- Cazul Schönberg, Editura Muzicală a Uniunii Compozitorilor şi Muzicologilor din România, Bucureşti, 1974.
- Iniţiere muzicală, Bucureşti, 1974.
- Pneumatologie-Morţii noştri, Bucureşti, 1973-1974.
- Mică filosofie a muzicii, Editura Eminescu, Bucureşti, 1975.
- Nebănuitul Eminescu, Editura Universal Dalsi, Bucureşti, 1975, 1984, 1999.
- O istorie a muzicii europene, Editura Albatros, Bucureşti, 1975.